# آدلا گابورووا
آدلا گابورووا (اسلواکی: Adela Gáborová؛ ۲ مارس ۱۹۴۰ – ۱۲ ژوئیهٔ ۲۰۰۷) بازیگر اهل کشور اسلواکی بود. وی بین سال‌های ۱۹۶۹ تا ۲۰۰۷ میلادی فعالیت می‌کرد. او به مدت ۴۴ سال با تئاتر آندری باگار همراه بود. وی پس از یک بیماری طولانی در سن ۶۷ سالگی در سال ۲۰۰۷ درگذشت.
از فیلم‌ها یا برنامه‌های تلویزیونی که وی در آن نقش داشته‌است می‌توان به خانه خوبرویان خفته اشاره کرد.